# Kölesd
Kölesd là một thị trấn thuộc hạt Tolna, Hungary. Thị trấn này có diện tích 38,13 km², dân số năm 2010 là 1562 người, mật độ 41 người/km².